# Pedro García Aguado
Pedro Francisco García Aguado detto Toto (Madrid, 9 dicembre 1968) è un ex pallanuotista spagnolo, vincitore di una medaglia d'oro ai giochi olimpici di Atlanta 1996 ed una d'argento ai giochi di Barcellona 1992.